# Failure assessment
Failure assessment (vyhodnocení selhání) jak se používá v kontextu návrhu softwarových systémů je věda zabývající se určováním okolností, při kterých dojde k selhání určitého algoritmu, a prevencí těchto selhání. Souvisí s pojmem přesnosti, robustnosti a spolehlivosti algoritmu.